# 天王院 (久喜市)
天王院（てんのういん）は、埼玉県久喜市本町一丁目にある曹洞宗の寺院である。

## 歴史
本山は山梨県に所在する妙龜山廣嚴院（山梨県笛吹市一宮町金沢）であり、1523年（大永3年）に妙鑑によって開かれた曹洞宗の寺院である。
行事として、5月7日・8日が祭日となっている「呑龍様の祭り」がある。呑龍様（どんりゅうさま）とは、子育て呑龍とも称される、子供の守り神である。過去には境内にお籠堂が所在し、清久地区・江面地区などから老人が集い、飲み食いをして楽しむことも行われていた。また、呑龍様には「ドンリュウサマに弟子入りすると丈夫に育つ」という伝承があり、身体の弱い幼児が弟子入りし、弟子入りすると男児・女児の別なく7歳まで坊主頭にして過ごした。

## 境内

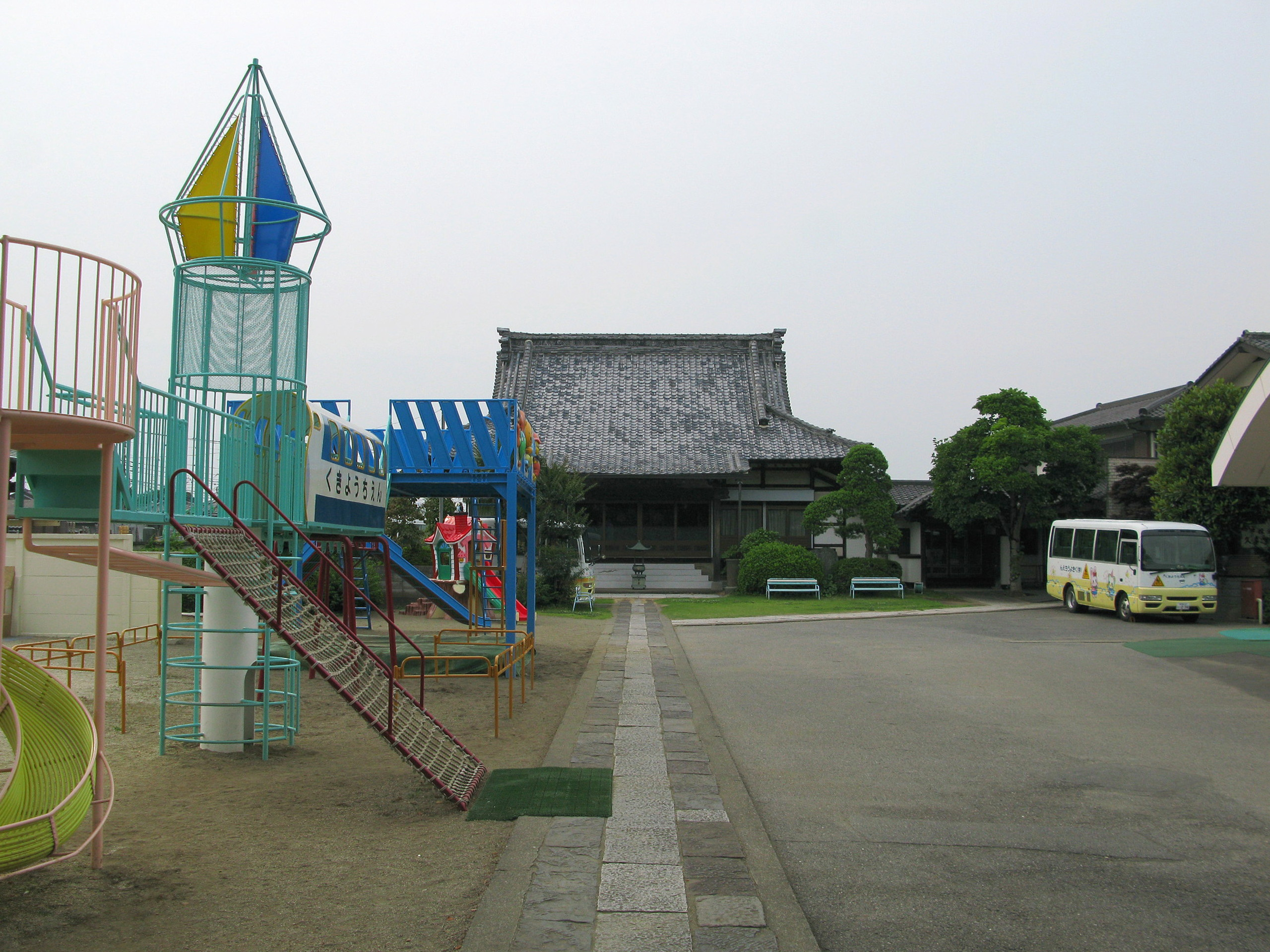
境内

- 本堂
- 墓地
- 呑龍堂
- 八雲神社
- 天王院東堂寮瑞雲閣
- 久喜幼稚園
- 大イチョウ
- 大松
- 山門

## 八雲神社

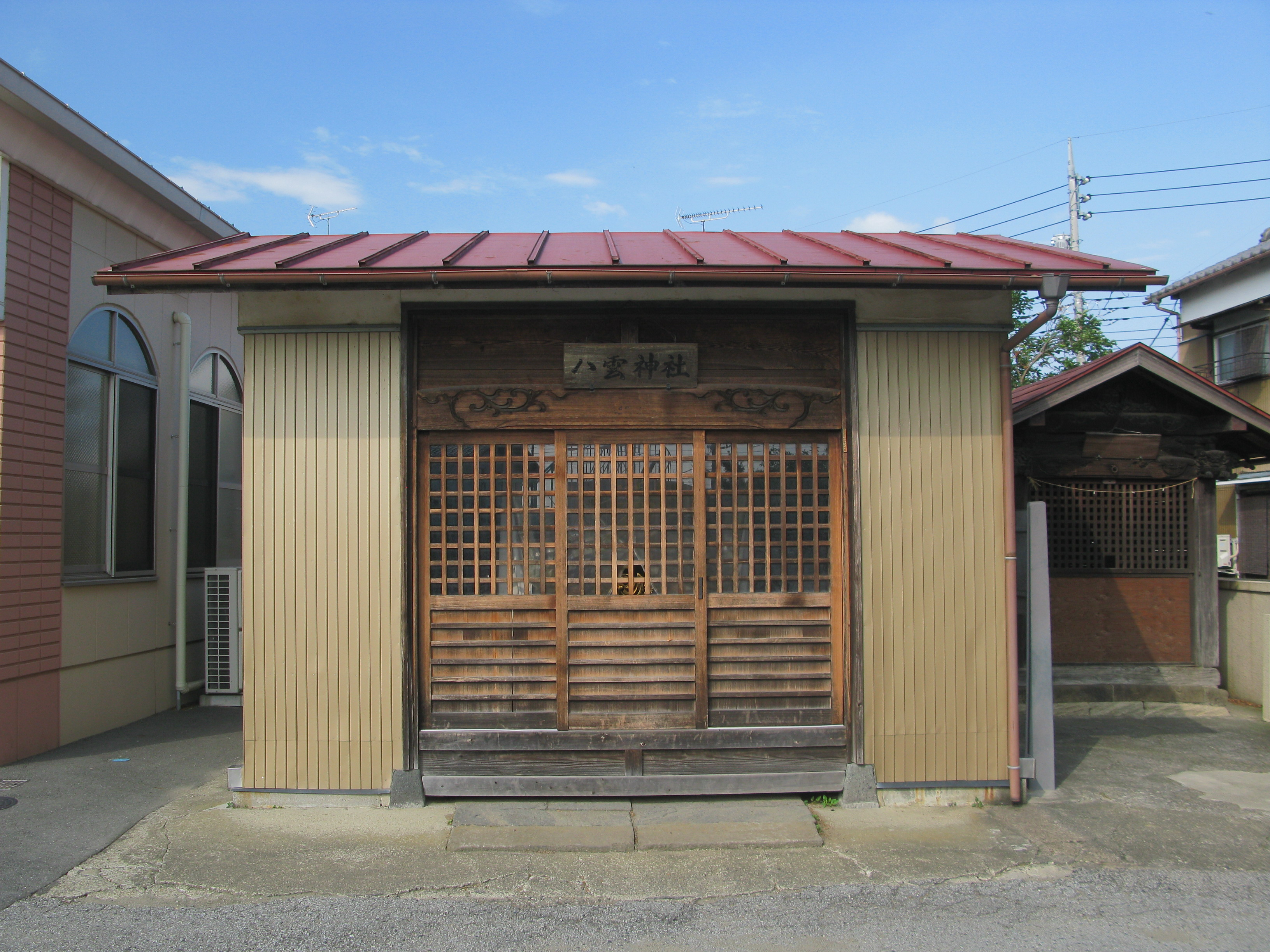
八雲神社

八雲神社は、天王院の境内に所在する神社であり、旧久喜町の総鎮守である。元は天王院の別院として祭られ「天王宮」と称されていたが、明治初期に行われた神仏分離によって1873年（明治6年）3月に祭神は天王院より氏子へ移され、その際「天王宮」より「八雲神社」へと改称された。7月12日・18日に行われる久喜の提灯祭り・天王様はこの八雲神社の祭典である。この他の祭礼は、1月1日 - 歳旦祭、2月1日 - 正月祭、7月12日 - 渡御祭、7月15日 - 例祭、7月18日 - 還幸祭、毎月15日 - 月次祭が挙げられる。
また、神社の由緒書には江戸時代に久喜藩藩主の米津氏の信仰を集めていた折が記されている。この他、享保年間の社殿の再建、文化年間の神輿の新調についても記されている。神輿に関してはこの後、1837年（天保8年）および1897年（明治30年）にそれぞれ修繕が行われており、1980年（昭和55年）に全面修繕が行われた。

## 文化財
- 八雲神社の神輿（市指定文化財）
- 久喜八雲神社の山車行事（市指定無形民俗文化財）

## 交通アクセス
- 久喜駅西口より朝日バス菖蒲仲橋行に乗車、「中央4丁目」下車、約100m。
- 久喜駅西口の久喜市内循環バスのりばより「久喜本循環　左回り」に乗車、「中央公民館前」下車、約100m。
- 久喜駅西口の久喜市内循環バスのりばより「久喜本循環　右回り」、「下早見循環」、「除堀・所久喜循環」、「六万部・北中曽根循環」、「東西連絡　東行き」のいずれかに乗車、「愛生会病院前」下車、約400m。
- 久喜駅西口より徒歩約10分（約600m）。